# La jaula de oro (canción de Los Tigres del Norte)
«La jaula de oro» es un corrido o canción ranchera de 1983 de Enrique Franco, interpretada por Los Tigres del Norte en el álbum Jaula de oro. El tema de la canción es la inmigración estadounidense.
Los Tigres del Norte regrabaron la canción con el cantante colombiano Juanes para MTV Unplugged: Los Tigres del Norte and Friends en 2011.
La canción inspiró la película mexicana de 1987 titulada La jaula de oro, y también la película de 2013 también titulada La jaula de oro.